# Aleuroparadoxus trinidadensis
Aleuroparadoxus trinidadensis là một loài côn trùng cánh nửa trong họ Aleyrodidae, phân họ Aleyrodinae.
Aleuroparadoxus trinidadensis được Russell miêu tả khoa học đầu tiên năm 1947.